# Xã Beatty, Quận St. Louis, Minnesota
Xã Beatty (tiếng Anh: Beatty Township) là một xã thuộc quận St. Louis, tiểu bang Minnesota, Hoa Kỳ. Năm 2010, dân số của xã này là 372 người.